# استقلال، ناحیه شهرستان
استقلال (ناحیه شهرستان)، (پیشتر: کمکول) یک منطقهٔ مسکونی در تاجیکستان است که در ولایت سغد واقع شده‌است.